# مازن قمصية
مازن بطرس قُمصية (مواليد 1957 في بيت ساحور) هو عالم ومؤلف فلسطيني، أسس متحف فلسطين للتاريخ الطبيعي (PMNH) ومعهد فلسطين للتنوع البيولوجي والاستدامة في جامعة بيت لحم،  عمل في كليات جامعة تينيسي (1989-1993)، وجامعة ديوك (1993-1999)، وجامعة ييل (1999-2005)، ومنذ 2008 كرّس وقته للبحث والتدريس في جامعتي بيت لحم وبيرزيت، وانضم إلى أساتذة آخرين لتقديم أول برنامج ماجستير في التكنولوجيا الحيوية في المنطقة. نشر أكثر من 150 ورقة علمية حول موضوعات تتراوح من التراث الثقافي إلى التنوع البيولوجي بالإضافة إلى العديد من الكتب، كما أنه عضو في مجلس إدارة عدد من المنظمات الشبابية والخدمية الفلسطينية مثل مسرح الأطفال الرواد ومركز سراج.

## التعليم
حصل مازن قمصية على درجة البكالوريوس في علم الأحياء من الجامعة الأردنية في 1978، وعلى الماجستير في علم الحيوان في تخصص علم الأحياء النظامي والتطوري من جامعة كونيتيكت في 1982، أكمل درجة الدكتوراه في علم الحيوان / علم الوراثة من جامعة تكساس للتكنولوجيا في 1986، واستمر في الحصول على زمالة علم الوراثة الخلوية السريرية مع قسم طب الأطفال في جامعة تينيسي (1991) وزمالة في علم الوراثة الجزيئية السريرية مع جامعة ديوك (1998)، وحصل على شهادة من المجلس الأمريكي لعلم الوراثة الطبية في تخصصين: علم الوراثة الخلوية السريرية وعلم الوراثة الجزيئية.

## حياة مهنية
عاد مازن إلى فلسطين في 2008، وأصبح أستاذاً غير متفرغ ومستشار أطروحة في جامعة بيت لحم، وكان يدرس أيضاً البيولوجيا الجزيئية المتقدمة كأستاذ مساعد في جامعة بيرزيت، وفي عام 2014 أسس «متحف فلسطين للتاريخ الطبيعي» و«معهد فلسطين للتنوع البيولوجي والاستدامة» في جامعة بيت لحم بتمويل بلغ 250 ألف دولار تبرع به هو وزوجته، يشغل قمصية منصب مدير كلتا المؤسستين وقد ركزت برامجهما على جهود التوعية والتمكين والتعليم بنجاح كبير.

### نشاطه
في أوائل عام 2000 كان قمصية نشاطًا في القضايا السياسية والاجتماعية وخاصة الحقوق الفلسطينية، وبسبب كتاباته الغزيرة حول هذا الموضوع أجرى قمصية مقابلات مع واشنطن بوست ونيويورك تايمز وبوسطن غلوب، بالإضافة إلى شبكات سي إن بي سي وأيه بي سي الإخبارية، شغل منصب نائب رئيس لجنة أزمة الشرق الأوسط منذ 2003، وشارك في تأسيس تحالف «العودة» (تحالف حق العودة لفلسطين) في عام 2000، وشغل منصب أمين الصندوق الوطني ومنسق وسائل الإعلام حتى عام 2004.
أثناء إقامته في ولاية كارولينا الشمالية عمل كمنسق إعلامي للجنة العربية الأمريكية لمكافحة التمييز، وشغل منصب المنسق الإعلامي لفرع كونيكتيكت في الكونجرس الأمريكي الفلسطيني من 2003 حتى 2008.
شارك في تأسيس حملات «أكاديميون من أجل العدالة ومقاطعة البضائع الإسرائيلية»، وكان عضوًا في اللجنة التوجيهية للحملة الأمريكية لإنهاء الاحتلال وجمعية دولة ديمقراطية واحدة في إسرائيل / فلسطين من 2005 إلى 2007، في سياق تلك الأنشطة أُعتقل في مايو 2010 و2011 في الولجة.
ألقى وقدم محاضرات عن حقوق الإنسان في جميع أنحاء العالم مثل: كلية الدفاع التابعة لحلف الناتو، وجامعة سانت إدوارد، وكلية هارفارد كينيدي للإدارة الحكومية، ومهرجان أوبود للقراء والكتاب، مدرسة الدراسات الشرقية والإفريقية،  كلية بوسطن، والمجلس الفلسطيني الأمريكي، منتدى رودس، جامعة براون، مركز ميونيخ راشيل كارسون، معهد جامعة لايبزيغ للدراسات الشرقية، كلية كالهون بجامعة ييل، وغيرها، تتراوح موضوعات المحاضرات السابقة بين حقوق الإنسان، والمقاومة والتمكين الفلسطيني، والنضال الإسرائيلي الفلسطيني، وحل الدولة الواحدة.
في 4 سبتمبر 2012، شُكل مجلس إدارة المجلس الأعلى للإبداع والتميز، وعينه الرئيس محمود عباس عضوًا فيه حيث استمر حتى 3 فبراير 2018.

## جوائز وتكريمات
في أكتوبر 2011 كُرم قمصية بجائزة الشجاعة الاجتماعية من جمعية دراسات السلام والعدالة في المؤتمر المشترك لرابطة دراسات السلام والعدالة (PJSA) ومؤتمر غاندي-كنج في ممفيس، تينيسي. منحته شبكة طالبي السلام في مونتانا لقب باحث السلام للعام 2013 تكريمًا لجهوده الدولية. أدرجته «كتب العالم العربي» في اختيارها لشهر مارس 2008 للكتاب «الذين أثروا صفحاتنا بكتاباتهم الإبداعية وأنوارنا بتفكيرهم التقدمي»، وكرمته اللجنة الأمريكية العربية لمكافحة التمييز ومؤسسة بول فايراباند بجائزتيهما - جائزة أليكس عودة و«جائزة تكريم» لتفانيه في التنوع والنزاهة والعدالة.
منح فرع كونيتيكت التابع للعودة جائزة النشاط لعام 2005 لقمصية وقبل عام واحد تم تكريمه من قبل لجنة خدمة الأصدقاء الأمريكية، فرع كونيتيكت، كما منحته اللجنة الوطنية الأمريكية العربية لمناهضة التمييز جائزة ريمون جالو للنشاط لعام 1997.

## مؤلفات
نشر قمصية أبحاث علمية كثيرة في عدة مواضيع منها الرئيسيات، والتنوع الحيوي والسرطان، وله عدة كتب بمختلف اللغات:

### العربية
- المقاومة الشعبية في فلسطين: تاريخ من الأمل والتمكين (2011).[19]
- تقاسم أرض كنعان: حقوق الإنسان والنضال الإسرائيلي الفلسطيني (2004).[20]
- ثدييات الأرض المقدسة (1996).[21]
- خفافيش مصر (1985).[22]

### لغات أخرى
| العنوان الأصلي                                                                         | العنوان بالعربية                                           | اللغة      | تاريخ النشر | مرجع   |
| -------------------------------------------------------------------------------------- | ---------------------------------------------------------- | ---------- | ----------- | ------ |
| "Popular Resistance in Palestine: A History of Hope and Empowerment"                   | المقاومة الشعبية في فلسطين                                 | الإنجليزية | 2010        | [ 23 ] |
| "Sharing the Land of Canaan"                                                           | تقاسم أرض كنعان                                            | الإنجليزية | 2005        | [ 24 ] |
| "Mammals of the Holy Land"                                                             | ثدييات الأرض المقدسة                                       | الإنجليزية | 1996        | [ 25 ] |
| "Bats of Egypt"                                                                        | خفافيش مصر                                                 | الإنجليزية | 1982        | [ 26 ] |
| "The Bat Fauna of Jabal Al Akhdar, Northeast Lybia"                                    | خفافيش الجبل الأخضر، شمال شرق ليبيا                        | الإنجليزية | 1982        | [ 27 ] |
| "Compartir la tierra de Canaán: los derechos humanos y el conflicto israelí-palestino" | تقاسم أرض كنعان: حقوق الإنسان والصراع الإسرائيلي الفلسطيني | الإسبانية  | 2007        | [ 28 ] |
| Bat Records from Mauritania, Africa (Mammalia: Chiroptera)                             | سجلات الخفافيش من موريتانيا وأفريقيا                       | الإنجليزية | 1981        | [ 29 ] |
| Rhinopoma Hardwickii and Rhinopoma Muscatellum                                         | رينوبوما هاردويكي ورم موسكاتيلوم الأنفي                    | الإنجليزية | 1986        | [ 30 ] |
| Chromosomal Evolution in the Rodent Family Gerbillidae                                 | تطور الكروموسومات في فصيلة القوارض Gerbillidae             | الإنجليزية | 1986        | [ 31 ] |
| Rhinopoma Microphyllum                                                                 | الورم الميكروي الأنفي                                      | الإنجليزية | 1996        | [ 32 ] |
| Palestinian Refugees Right to Return and Repatriation                                  | حق اللاجئين الفلسطينيين في العودة والعودة إلى الوطن        | الإنجليزية | 2005        | [ 33 ] |
| Chromosomal Fissions and Phylogenetic Hypotheses                                       | الانشطار الكروموسومي وفرضيات النشوء والتطور                | الإنجليزية | 1989        | [ 34 ] |